# 三角花園
三角花園是位于澳門關閘馬路、黑沙環馬路和關閘橫路之間的小公园，呈三角形。公園中有一小涼亭，2004年改建後，去除環繞著公園的木蘺芭，而成為開放式公園，公園內增設鵝卵石小路與小部分健身設施。
因為該區人口密集，這裡成為附近眾多中年居民下棋、自發演唱粵曲等活動；澳門回歸後的多次遊行亦皆以此作起點。

## 簡介
三角花園是澳門的袖珍花園之一，三角形設計，面積為2900平方米。園中設有四方形小石枱、長方形小矮凳及藍色琉璃瓦頂的六角形涼亭，供市民下棋憩息之用，該花園原為馬路的緩衝地帶，是屬於安全島類。原本的三角花園是政府為改善北區的社區環境而設，稱為黑沙環兒童遊樂場，其設計是於園外圍上鐵欄，南北有一對對稱式的門樓，之後改為開放式設計，並添置多項康體設施。

## 交通
M11 拱形馬路／蓮峰廟（Est. Arco／Templo Lin Fung）
路線：1A、8、8A、27、28B、N1B
M27 關閘馬路／三角花園（Istmo F. Amaral／Jardim Triangular）
路線：1A、7、28B、H2
M229 三角花園（Jardim Triangular）
路線：1、9、9A